# Церово (община Маврово и Ростуше)
Вижте пояснителната страница за други значения на Церово.
Церово (на македонска литературна норма: Церово; на албански: Cerova, Церова) е село в Северна Македония.

## География
Географски селото принадлежи към областта Горни Полог, но административно се води към община Маврово и Ростуше.

## История
В XIX век Церово е българско село в Гостиварска нахия на Тетовска каза на Османската империя. Според статистиката на Васил Кънчов („Македония. Етнография и статистика“) в 1900 година Церово има 240 българи християни.
В селото съществува българско училище.През учебната 1899/1900 година българското училище се посещава от общо 23 ученици, от които 8 ученички и 15 ученици с 1 учител.
Селото е разделено в конфесионално отношение. Според секретен доклад на българското консулство в Скопие 18 от 33 християнски къщи в селото през 1900 година признават Цариградската патриаршия. Според патриаршеския митрополит Фирмилиан в 1902 година в селото има 28 сръбски патриаршистки къщи. Според секретаря на Българската екзархия Димитър Мишев („La Macédoine et sa Population Chrétienne“) в 1905 година в Церово има 136 българи екзархисти и 104 българи патриаршисти сърбомани. В селото работят българско и сръбско училище.
При избухването на Балканската война в 1912 година 2 души от селото са доброволци в Македоно-одринското опълчение.
В 1913 година селото попада в Сърбия. Според Афанасий Селишчев в 1929 година Церово е център на община от 5 села в Горноположкия срез и има 34 къщи с 230 жители българи.
Според преброяването от 2002 година селото има 19 жители северномакедонци.
| Националност     | Всичко |
| северномакедонци | 19     |
| албанци          | 0      |
| турци            | 0      |
| роми             | 0      |
| власи            | 0      |
| сърби            | 0      |
| бошняци          | 0      |
| други            | 0      |

## Личности
Родени в Церово
- Теодоси Иванов, македоно-одрински опълченец, 9-а Велешка дружина; неизвестно - 7.XI.1912 г. убит[9]
- Тодор Иванов Йовчев, македоно-одрински опълченец, скулптор; IV отделение; 4-та рота на 9-а Велешка дружина; 16.X.1912 г. - 7.XI.1912 г. убит при Узун Химитлер[10]